# Денок Кристианти
Денок Кристианти (индон. Dhenok Kristianti, род. 25 января 1961, Джокьякарта) — индонезийская поэтесса.

## Краткая биография
В 1987 г. окончила  Педагогический институт «Саната Дхарма» (ныне Университет «Саната Дхарма») в Джокьякарте.  Работала в джокьякартском отделении информационного агентства «Антара», в журнале «Гатра», на индонезийском радио (отделение в Джокьякарте) . В настоящее время преподаёт индонезийский язык в школе «Пелита Харапан» в Джакарте  .

## Творчество
C 1979 стихи печатаются в газетах «Синар Харапан», «Брита Насионал», «Минггу Паги», «Басис», Суара Карья», «Бали Пост», журналах «Картини», «Нова» . Пишет рассказы, а также пьесы, в которых участвует сама («Две женщины у края вазы», 2015) . Некоторые стихи стали текстами популярных песен (например, «Цветок жасмина») . Регулярно принимает участие в фестивалях поэзии «Полнолуние». Увлекается сочинением хайку на индонезийском языке: 
Плотно прилегают 

Маска и ложь

Где же истинное лицо? 
В 2015 г. выступила редактором антологии индонезийских сказок . Любимый писатель поэтессы Хэмингуэй

## Награды
- Победитель поэтического конкурса (Lomba Menulis Puisi Asean) (2019, стихотвоhение "Я, Мэри Джейн и смерть").

## Основные публикации

### Сборники совместно с Наной Эрнавати
- 2 Di Batas Cakrawala (2011)
- Berkata Kaca (2012) [8]

### Коллективные сборники
- Penyair Yogya 3 Generasi (1981)
- Prasasti (1984)
- Kartini (1984)
- Menjaring Kaki Langit
- Tugu (1986)
- Tonggak 4 (1987)
- Ungu. Antologi  Puisi Penyair Indonesia (1990)
- Akulah Musi (2011)
- Beranda Rumah Cinta: senja di batas kata. Antologi puisi karya penyair Nusantara raya (2011)
- Hati Perempuan (2011)
- Suluk Mataram (2012)
- 5 Penyair Mengeja Tanda (2015) [9].

## Впечатление
«Денок Кристианти – загадочная поэтесса. Её стихи – это кристаллизация того, что рождается в ней самой, но неотделимо от жизни окружающих» — Ирман Фирманшах, поэт  .

## Переводы на русский язык
- Денок Кристианти. Пить кофе с богом (Ngopi Bareng Tuhan); Длинная эс-эм-эс моим детям (SMS Panjang Untuk Anakku); Моему третьему сыну-скауту (Anakka Ketiga Pandega) // Стихи со склона горы (Sajak di Leher Bukit). Современная женская поэзия Индонезии. В переводах Виктора Погадаева. Составитель  Хилда Винар. Редактор и автор предисл. Л.В. Горяева. Оформление художника Харди. Москва: Ключ-С, 2018, с. 43-46.
- Денок Кристианти. Пить кофе с богом. [11].